# Declaración de Soberanía Estatal de la RSS de Ucrania

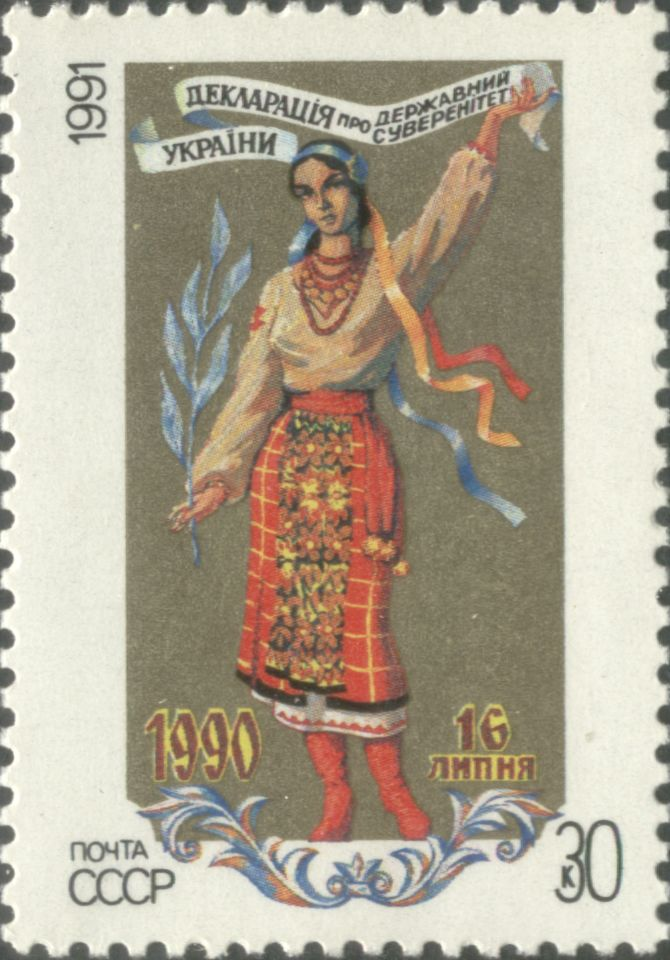
Sello postal de la URSS del año 1991 dedicado a la Declaración de Soberanía Estatal de Ucrania de 1990

La Declaración de Soberanía Estatal de Ucrania (en ucraniano: Декларація про державний суверенітет України) fue adoptada el 16 de julio de 1990 por el Sóviet Supremo de la RSS de Ucrania, salido de las urnas en las elecciones parlamentarias de ese mismo año. 
Con anterioridad, el 12 de junio de 1990, fue el Congreso de los Diputados del Pueblo de la RSFS de Rusia quien había aprobado la Declaración de Soberanía Estatal de la RSFS de Rusia. Actualmente en Rusia, el 12 de junio se celebra la fiesta nacional denominada Día de Rusia.
La declaración establecía los principios de autodeterminación de la nación ucraniana, el gobierno popular, el poder del estado, ciudadanía de la RSS de Ucrania, supremacía territorial, independencia económica, seguridad medioambiental, desarrollo cultural, seguridad interna y externa, y relaciones internacionales.
Tras producirse días antes en Moscú el intento de golpe de Estado en la Unión Soviética, el 24 de agosto de 1991 el Sóviet Supremo de la RSS de Ucrania aprobaba el Acta de Declaración de Independencia de Ucrania (en ucraniano: Акт проголошення незалежності України). Actualmente en Ucrania, el 24 de agosto se celebra el Día de la Independencia de Ucrania.
En el Referéndum de independencia de Ucrania del 1 de diciembre de 1991, el pueblo de Ucrania expresó mayoritariamente su apoyo al Acta de Declaración de Independencia, con más del 90% de los votos a favor.
El 5 de diciembre de 1994, Ucrania firmaba en Budapest, Hungría, el Memorándum de Budapest sobre Garantías de Seguridad, un acuerdo político que manifestaba garantías de seguridad por parte de sus signatarios con respecto a la adhesión de Ucrania al Tratado de No Proliferación Nuclear, a cambio de la entrega por Ucrania de su arsenal nuclear a Rusia. El Memorándum fue originalmente suscrito por tres potencias nucleares: la Federación de Rusia, los Estados Unidos y el Reino Unido. China y Francia más tarde consignaron análogas declaraciones individuales de garantía.